# Helmuth Lohner

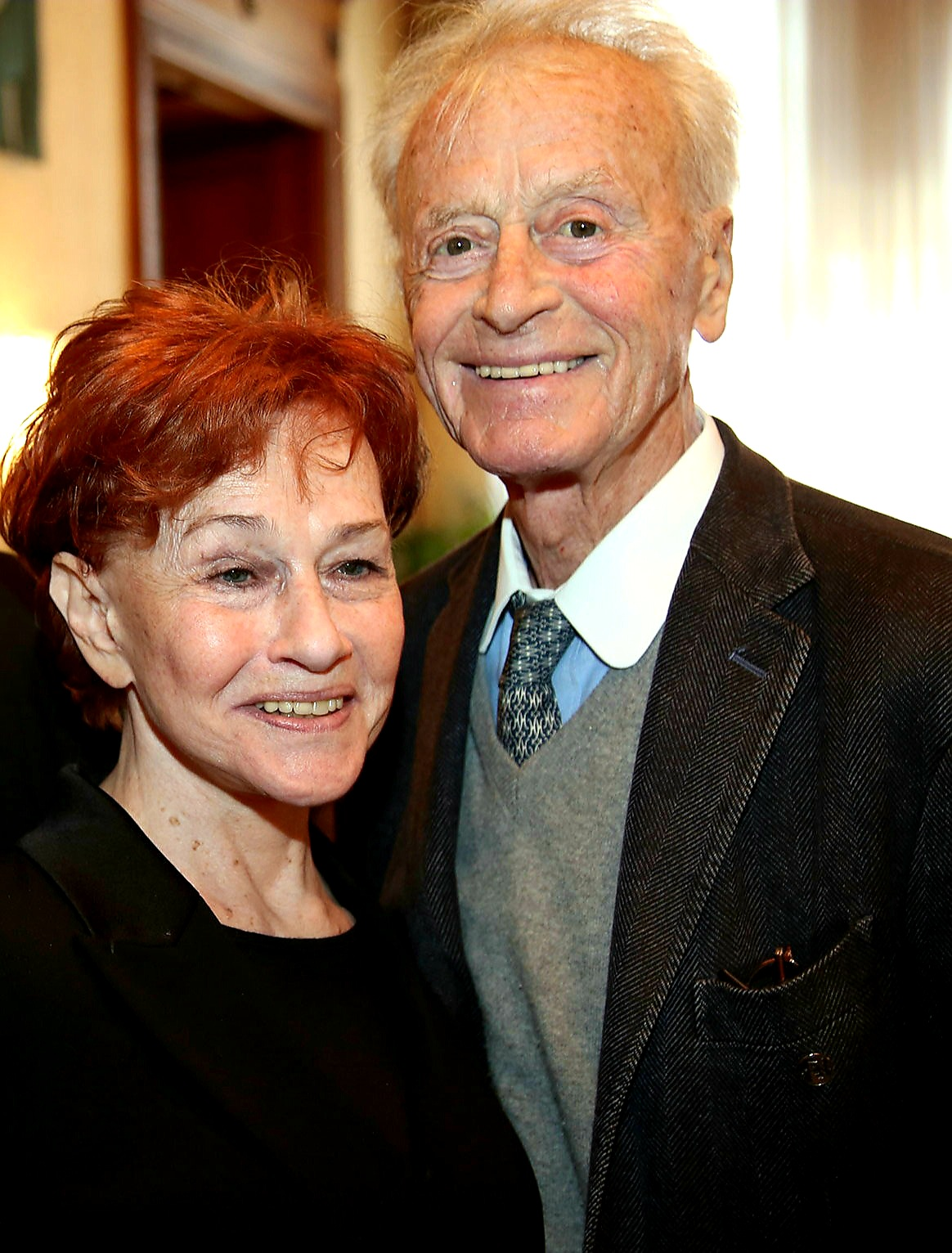
Helmuth Lohner und Gertraud Jesserer (2015)

Helmuth Lohner, auch Helmut Lohner, (* 24. April 1933 in Wien; † 23. Juni 2015 ebenda) war ein österreichischer Schauspieler und Theaterregisseur. Er spielte von 1990 bis 1994 den Jedermann bei den Salzburger Festspielen und war von 1997 bis 2006 Direktor des Theaters in der Josefstadt.

## Ausbildung und Beruf
Helmuth Lohner absolvierte zunächst eine Lehre als Chemigraf in der Klischeeanstalt Angerer & Göschl im 16. Wiener Gemeindebezirk Ottakring und nahm dann privaten Schauspielunterricht. Sein Theaterdebüt gab er 1952 am Stadttheater Baden. Dann agierte er auch als Operetten-Buffo am Klagenfurter Stadttheater. Von 1953 bis 1963 erhielt er ein Engagement am Theater in der Josefstadt. Dann begann eine Karriere, die ihn an die Spitze des deutschsprachigen Theaters führte: An den Münchner Kammerspielen war er der Ferdinand in Fritz Kortners theaterhistorischer Inszenierung von Schillers Kabale und Liebe (mit Christiane Hörbiger als Luise, Hans-Jürgen Syberberg schuf eine Probendokumentation) und der Alfred in Horváths Geschichten aus dem Wiener Wald (Regie: Otto Schenk). Am Zürcher Schauspielhaus verkörperte er neben Wolfgang Reichmann den Jago in Othello, am Düsseldorfer Schauspielhaus (Direktion: Karl-Heinz Stroux) war er Hamlet, Richard III. und Mephisto. 1967 debütierte er als St. Just in Dantons Tod am Burgtheater (Regie: Otto Schenk). Dort und bei den Salzburger Festspielen war er von da an ständig zu Gast. 1988 wurde er für zwei Schnitzlerrollen von der Zeitschrift Theater heute zum Schauspieler des Jahres gewählt: als Herr von Sala (Der einsame Weg, Salzburg, Regie: Thomas Langhoff) und als Hofreiter (Das weite Land, Zürich, Regie: Hans Hollmann). In Salzburg trat er unter Otto Schenk unter anderem in Nestroys Talisman und Shakespeares Was ihr wollt auf. Er war dort auch in wechselnden Rollen als Tod, als Teufel und als Jedermann in Hofmannsthals Jedermann zu sehen. Sein Filmdebüt gab Lohner 1955 in dem Film Hotel Adlon von Josef von Báky. Ab 1963 war er wiederholt beim Fernsehen tätig. Seine wichtigste Fernsehrolle war wohl die des Carl Joseph Trotta in der Radetzkymarsch-Verfilmung von Michael Kehlmann im Jahr 1965.
Bei den Filmen Mein Opa ist der Beste und Mein Opa und die 13 Stühle (mit Otto Schenk und Tobias Moretti) führte er in den 1990er Jahren erstmals auch im Fernsehen Regie.
Lohner machte sich in der frühen Phase seiner Karriere auch einen Namen als Sänger von Couplets und Moritaten, etwa von Frank Wedekind (zum Beispiel „Ich hab meine Tante geschlachtet, Ilse“).
Zwischen 1997 und 2003 war er Direktor des Theaters in der Josefstadt. 2003 löste ihn Hans Gratzer ab, der allerdings nach einem krisenreichen Jahr abberufen wurde. Daraufhin kehrte Lohner bis 2006 als Direktor zurück. Bis kurz vor seinem Tod spielte er an der Josefstadt die künstlerisch und körperlich fordernde Rolle des Valmont in Heiner Müllers Quartett. Seine letzte Theaterarbeit war die Regie der Altersheim-Tragödie Schon wieder Sonntag von Bob Larbey an den Wiener Kammerspielen. Die Premiere seiner letzten Fernseharbeit, des Kriminaldramas Das Dorf des Schweigens, erlebte er nicht mehr.
Eine häufige künstlerische Zusammenarbeit verband Lohner mit dem Schauspieler und Regisseur Otto Schenk, mit dem er auch privat befreundet war.

## Privates

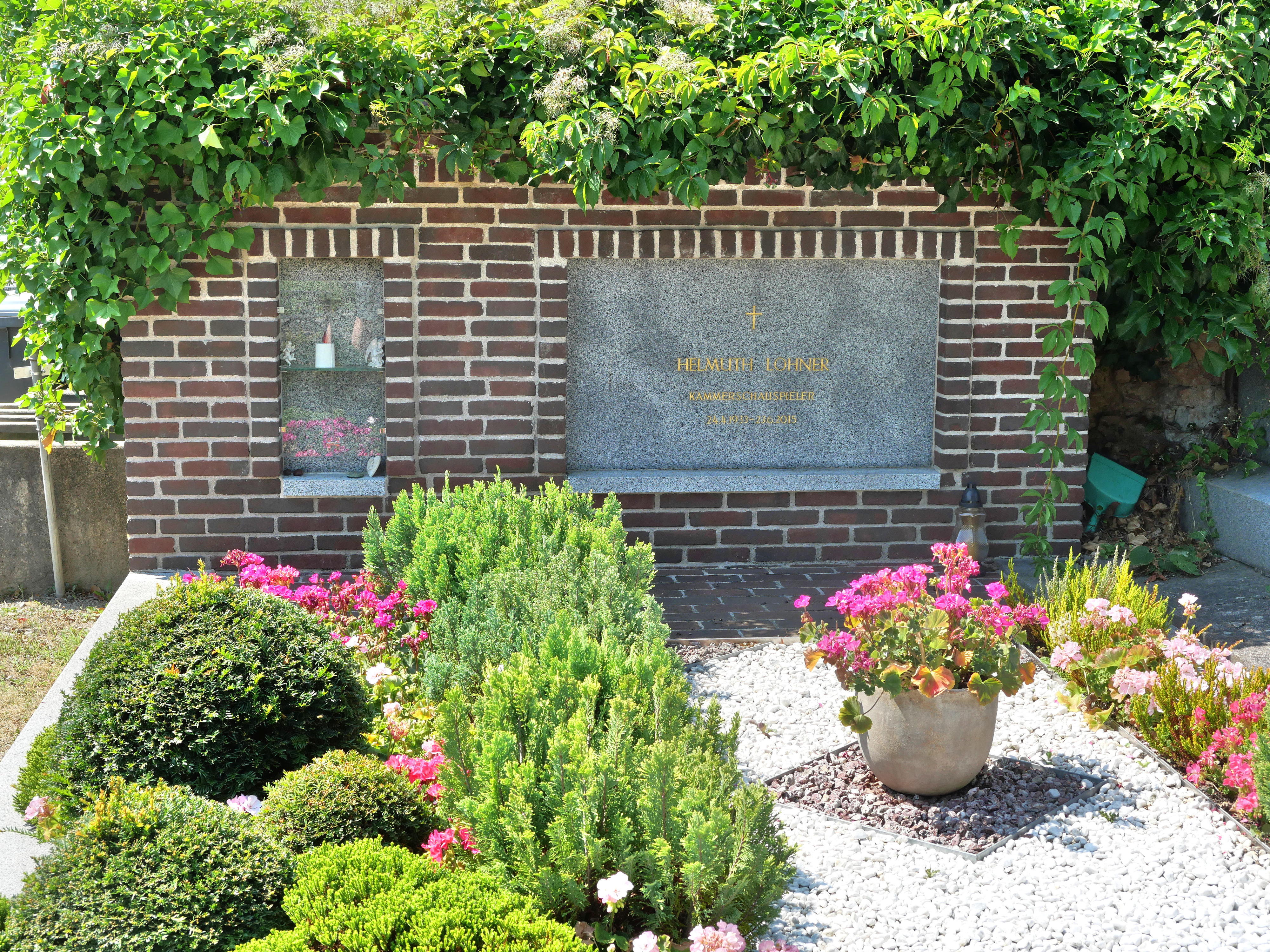
Grabstätte auf dem Grinzinger Friedhof

Lohner heiratete vier Mal, aus der 1958 geschlossenen Ehe mit der deutschen Schauspielerin Susanne Cramer ging die Tochter Konstanze (geboren 1959, Pädagogin in Deutschland) hervor. Von 1962 bis 1977 war Lohner mit der deutschen Schauspielerin Karin Baal verheiratet, mit der er die Tochter Therese Lohner bekam, die in Wien als Schauspielerin tätig ist. Danach war er bis 1991 mit der österreichischen Journalistin Ricarda Reinisch-Zielinski verheiratet. Nach vielen Jahren des Zusammenlebens ohne Trauschein (ab 1991) war er von 2011 bis zu seinem Tod mit Elisabeth Gürtler-Mauthner verheiratet, die das Wiener Hotel Sacher leitete.
Helmuth Lohner war stets für soziale Belange engagiert, beispielsweise mit den Brechtabenden 1970 bei der Aschaffenburger Terre-des-hommes-Woche, die er ohne Gage bestritt.
In Ottakring aufgewachsen, kam er in der ORF-Dokumentation Mein Ottakring (2012) zu Wort.
Helmuth Lohner litt ab 2012 an Speiseröhrenkrebs. Er starb am 23. Juni 2015 im Alter von 82 Jahren und wurde im engsten Familienkreis auf dem Grinzinger Friedhof Abteilung MA Nr. 66 in Wien beigesetzt.

## Auszeichnungen
Der Künstler erhielt zahlreiche Auszeichnungen, unter anderem:
- 1980 Kainz-Medaille
- 1988 Johann-Nestroy-Ring
- 1991 Ehrenmedaille der Bundeshauptstadt Wien in Gold
- 1992 Kammerschauspieler
- 2001 Nestroy-Nominierung als Bester Schauspieler
- 2003 Ehrenmitglied des Theaters in der Josefstadt
- 2004 Österreichisches Ehrenkreuz für Wissenschaft und Kunst I. Klasse
- 2006 Goldenes Ehrenzeichen für Verdienste um das Land Wien

## Künstlerische Arbeiten

### Operettenregie
- Jacques Offenbach: Die schöne Helena (1994), Opernhaus Zürich (Dirigent Nikolaus Harnoncourt, Bühnenbild Paolo Piva, Kostüme Jean-Charles de Castelbajac)
- Franz Lehár: Die lustige Witwe (1997)
- Johann Strauß: Eine Nacht in Venedig (1999), Seefestspiele Mörbisch
- Die Csárdásfürstin (2002)
- Jacques Offenbach: La Périchole (2004), Opernhaus Graz
- Franz Lehár: Der Graf von Luxemburg (2008)
- Franz von Suppè: Boccaccio (2002), Wiener Volksoper
- Johann Strauß (Sohn): Die Fledermaus (2012), Seefestspiele Mörbisch

### Opernregie
- Die Zauberflöte von Wolfgang Amadeus Mozart, Wiener Volksoper 2005 (Dirigent Leopold Hager)
- L’elisir d’amore von Gaetano Donizetti, Oper der Stadt Köln 2004 (Dirigent Enrico Dovico)

### Wichtige Theaterrollen
- Junker Andreas von Bleichenwang in Was ihr wollt Salzburger Festspiele 1972 (Regie Otto Schenk)
- Hofreiter in Das weite Land von Arthur Schnitzler, Burgtheater 1978 (Regie Otto Schenk)
- Jaques in „Wie es euch gefällt“ von Shakespeare Salzburger Festspiele 1980 (Regie Otto Schenk)
- Stephan von Sala in Der einsame Weg von Arthur Schnitzler, Salzburger Festspiele 1987 (Regie: Thomas Langhoff)
- Leo Schöller in Pension Schöller, Kammerspiele des Theaters in der Josefstadt 1994 (Regie: Heinz Marecek)
- Titelrolle in der Uraufführung von Ein Jedermann am Theater in der Josefstadt, 1991
- Titelrolle im Jedermann bei den Salzburger Festspielen, 1990–1994
- Al Lewis in Sonny Boys von Neil Simon, Kammerspiele des Theaters in der Josefstadt (mit Otto Schenk), 1999
- Graf Almaviva in Figaro lässt sich scheiden von Ödön von Horváth (Regie Luc Bondy am Theater in der Josefstadt, 1999)
- Hauptrollen in vielen Nestroy-Stücken (u. a. Der Talisman, Kampl, Der Zerrissene, Mein Freund, Die schlimmen Buben in der Schule)
- Als Johnson in Halpern und Johnson am Theater in der Josefstadt (mit Otto Schenk), 2008
- Henrik in der deutschsprachigen Erstaufführung von Die Glut von Sándor Márai, (Bühnenadaption: Christopher Hampton), Schauspielhaus Graz, Regie: Ingo Berk, 2009
- Titelrolle in John Gabriel Borkman am Theater in der Josefstadt und am Schauspielhaus Graz, Regie: Elmar Goerden, 2012
- Vicomte Valmont in Quartett (Heiner Müller) am Theater in der Josefstadt, Partnerin Elisabeth Trissenaar, Regie: Hans Neuenfels, 2014

### Lieder
- Helmut Lohner singt Wedekind: Ich hab meine Tante geschlachtet

### Comic
Die gezeichnete Hauptfigur des Titus Feuerfuchs in der Graphic Novel Der Talisman von Reinhard Trinkler nach Johann Nestroy, erschienen 2015 in der Edition Steinbauer, ist Helmuth Lohner nachempfunden und stellt eine Hommage an dessen Interpretation der Rolle auf der Theaterbühne dar.

## Filmografie (Auswahl)
- 1952: Die Wirtin vom Wörthersee
- 1955: Hotel Adlon
- 1955: Urlaub auf Ehrenwort
- 1956: Meine 16 Söhne
- 1956: Salzburger Geschichten
- 1957: Herrscher ohne Krone
- 1957: Witwer mit fünf Töchtern
- 1957: Wie schön, daß es dich gibt
- 1958: Das Wirtshaus im Spessart
- 1958: Das Dreimäderlhaus
- 1958: Die Halbzarte
- 1959: Die schöne Lügnerin
- 1959: Der Winterschläfer (Fernsehfilm)
- 1959: Marili
- 1960: Frau Warrens Gewerbe
- 1960: Mein Mann, das Wirtschaftswunder
- 1960: Pension Schöller
- 1960: Immer will ich dir gehören
- 1961: Blond muß man sein auf Capri
- 1961: Das letzte Kapitel
- 1961: Mann im Schatten
- 1961: Im 6. Stock
- 1962: Einen Jux will er sich machen
- 1962: … und ewig knallen die Räuber
- 1964: Das siebente Opfer
- 1964: Geschichten aus dem Wienerwald
- 1965: Radetzkymarsch
- 1965: Don Juan oder Die Liebe zur Geometrie
- 1967: Das Kriminalmuseum – Die Briefmarke (Fernsehserie)
- 1967: Der Paukenspieler
- 1968: Babeck
- 1968: Hannibal Brooks
- 1971: Liliom
- 1973: Reigen
- 1974: Derrick – Johanna (Fernsehserie)
- 1975: Der Kommissar – Ein Playboy segnet das Zeitliche (Fernsehserie)
- 1976: Aus nichtigem Anlass (Fernsehfilm)
- 1978: Der Alte – Erkältung im Sommer (Fernsehserie)
- 1981: Tarabas (Fernsehfilm)
- 1981: Der lebende Leichnam (Fernsehfilm)
- 1982: Shalom Pharao (Zeichentrickfilm)
- 1984: Der Alte – Das Ende vom Lied
- 1984: Spiel im Schloss (Fernsehspiel)
- 1985: Die Flucht ohne Ende (Fernsehserie)
- 1987: Der elegante Hund (Fernsehserie)
- 1989: Zucker – Eine wirklich süße Katastrophe
- 1990: Stauffenberg – Verschwörung gegen Hitler
- 1990: Der Meister des Jüngsten Tages
- 1994: Der Gletscherclan (Fernsehserie)
- 1999: Figaro lässt sich scheiden
- 2005: Kampl (Fernsehfilm nach Johann Nestroy)
- 2013: Harms
- 2015: Das Dorf des Schweigens (Fernsehfilm)

## Hörspiele (Auswahl)
- 1985: Arthur Schnitzler, Adele Sandrock: Dir mit Leib und Seele – Du Hund! (Arthur Schnitzler) – Bearbeitung und Regie: Friedhelm Ortmann (Hörspielbearbeitung – ORF/WDR)
- 2006: Rolf Schneider: Nach der Liebelei – Regie: Götz Fritsch